# Нантікок-Ейкерс (Меріленд)
Нантікок-Ейкерс (англ. Nanticoke Acres) — переписна місцевість (CDP) в США, в окрузі Вікоміко штату Меріленд. Населення — 120 осіб (2020).

## Географія
Нантікок-Ейкерс розташований за координатами 38°15′28″ пн. ш. 75°54′21″ зх. д. / 38.25778° пн. ш. 75.90583° зх. д. (38.257847, -75.905842).  За даними Бюро перепису населення США в 2010 році переписна місцевість мала площу 0,69 км², уся площа — суходіл.

## Демографія
Згідно з переписом 2010 року, у переписній місцевості мешкали 103 особи в 47 домогосподарствах у складі 33 родин. Густота населення становила 150 осіб/км².  Було 72 помешкання (105/км²).
Расовий склад населення:
| - 85,4 % — білих - 10,7 % — чорних або афроамериканців - 1,0 % — осіб інших рас |

До двох чи більше рас належало 2,9 %. Частка іспаномовних становила 1,0 % від усіх жителів.
За віковим діапазоном населення розподілялося таким чином: 14,6 % — особи молодші 18 років, 59,2 % — особи у віці 18—64 років, 26,2 % — особи у віці 65 років та старші. Медіана віку мешканця становила 52,2 року. На 100 осіб жіночої статі у переписній місцевості припадало 102,0 чоловіків;  на 100 жінок у віці від 18 років та старших — 100,0 чоловіків також старших 18 років.
Цивільне працевлаштоване населення становило 17 осіб. Основні галузі зайнятості: будівництво — 100,0 %.